# Нью-Камберленд (Західна Вірджинія)
Нью-Камберленд (англ. New Cumberland) — місто (англ. city) в США, в окрузі Генкок штату Західна Вірджинія. Населення — 1020 осіб (2020).

## Географія
Нью-Камберленд розташований за координатами 40°31′37″ пн. ш. 80°37′1″ зх. д. / 40.52694° пн. ш. 80.61694° зх. д. (40.526958, -80.616868).  За даними Бюро перепису населення США в 2010 році місто мало площу 4,82 км², з яких 3,16 км² — суходіл та 1,66 км² — водойми.

## Демографія
Згідно з переписом 2010 року, у місті мешкали 1103 особи в 526 домогосподарствах у складі 289 родин. Густота населення становила 229 осіб/км².  Було 583 помешкання (121/км²).
Расовий склад населення:
| - 97,6 % — білих - 0,5 % — азіатів |

До двох чи більше рас належало 1,5 %. Частка іспаномовних становила 1,4 % від усіх жителів.
За віковим діапазоном населення розподілялося таким чином: 18,3 % — особи молодші 18 років, 61,2 % — особи у віці 18—64 років, 20,5 % — особи у віці 65 років та старші. Медіана віку мешканця становила 47,3 року. На 100 осіб жіночої статі у місті припадало 87,6 чоловіків;  на 100 жінок у віці від 18 років та старших — 84,6 чоловіків також старших 18 років.
Середній дохід на одне домашнє господарство  становив 37 163 долари США (медіана — 25 045), а середній дохід на одну сім'ю — 42 699 доларів (медіана — 37 500). Медіана доходів становила 40 625 доларів для чоловіків та 33 375 доларів для жінок. За межею бідності перебувало 38,8 % осіб, у тому числі 67,9 % дітей у віці до 18 років та 20,8 % осіб у віці 65 років та старших.
Цивільне працевлаштоване населення становило 425 осіб. Основні галузі зайнятості: освіта, охорона здоров'я та соціальна допомога — 26,4 %, роздрібна торгівля — 17,6 %, виробництво — 16,5 %.